# Peter Broderick
Peter Broderick (Maine, 20 gennaio 1987) è un compositore e musicista statunitense.

## Biografia
Broderick nasce nel Maine nel 1987. Ha imparato e suonato parecchi strumenti musicali tra cui: violino, banjo, sega musicale. Ha inoltre suonato il mandolino durante le registrazioni di M. Ward, Zooey Deschanel, Dolorean.
Ha suonato nei tour dei gruppi: Horse Feathers, Norfolk & Western, Loch Lomond e Laura Gibson. A metà del 2007, Broderick si è unito al gruppo danese Efterklang per suonare nei loro tour dopo l'uscita del loro album Parades. Dopo aver fatto numerose tournée, ha pubblicato un mini album per pianoforte, Docile, sotto l'etichetta svedese Kning Disk.
È fratello di Heather Woods Broderick, anche lei artista.
Nel 2016 ha sposato la musicista irlandese Brigid Mae Power. Attualmente vive in Irlanda.

## Discografia

### Registrazioni da solista
- Partners (2016, Erased Tapes, CD, LP, MP3)
- Colours of the Night (2015, Bella Union, CD, LP, mp3)
- Float 2013 (2013, Erased Tapes, CD, LP, mp3)
- These Walls of Mine (2012, Erased Tapes, CD, LP, mp3)
- itstartshear.com (2012, Cooperative Music / Bella Union, CD, LP)
- How They Are (2010, Bella Union, CD, LP, mp3)
- Three Film Score Intakes (2010, Schedios, 3″ CD-R, 200 copie)
- Music for a Sleeping Sculpture of Peter Broderick (2009, Slaapwel Records, CD, mp3, 500 copie)
- 4 Track Songs (2009, Type Recordings, CD, 2xLP)
- Five Film Score Outtakes (2009, Secret Furry Hole, 3" CD-R, 200 copie)
- Music for Falling From Trees (2009, Erased Tapes / Western Vinyl, CD, mp3)
- Ten Duets (2009, Digitalis Ltd, Compact Cassette)
- Games Again/Roscoe (2008, Bella Union, 07")
- Home (2008, Bella Union, Hush, Type, CD, LP, mp3)
- Float (2008, Type Recordings, CD, LP, mp3) e Float 2013 (2013, Erased Tapes, CD, LP, mp3)
- Docile (2007, Kning Disk, CD, 10", mp3)
- Retreat/Release (2007, Type Recordings, 07")

### Collaborazioni
- "Blank Grey Canvas Sky" con Machinefabriek (2009, Fang Bomb, CD, LP, mp3)
- "Falling From Trees" con Neon Dance (2009, Erased Tapes/ Neon Dance)
- "Mort Aux Vaches" con Machinefabriek e Jan and Romke Kleefstra, Chris Bakker, Nils Frahm (2010, Staalplaat, CD)
- "Music For Confluence" (2011, Erased Tapes, CD, mp3)
- "Wonders" (Oliveray) con Nils Frahm (2011, Erased Tapes, LP, mp3)
- "Let Your Hands Be My Guide" con Chantal Acda, Nils Frahm, Gyda Valtysdottir e Shahzad Ismaily (2013, Gizeh Records, CD, LP, mp3)
- "Soul" con Rival Consoles, (2013, Erased Tapes, CD, LP, mp3)